# Lost Themes III: Alive After Death
Albums de John Carpenter
Bande originale de Halloween
(2018) Bande originale de Halloween Kills
(2021)
Singles
1. Skeleton
Sortie : juillet 2020
2. Weeping Ghost
Sortie : octobre 2020
3. The Dead Walk
Sortie : décembre 2020

Lost Themes III: Alive After Death est le quatrième album studio du réalisateur et compositeur américain John Carpenter, sorti en 2021. L'album est composé et interprété par John Carpenter, son fils Cody et Daniel Davies (ancien de Karma to Burn et fils de Dave Davies du groupe The Kinks).

## Historique
En juillet 2020, John Carpenter dévoile deux titres inédits, Skeleton et Unclean Spirit, qui sortent en téléchargement. Après Skeleton, Weeping Ghost est ensuite dévoilé comme second single en octobre 2020. Dans la foulée, la tracklist de l'album et la date de sortie sont annoncées. Le 3e single, The Dead Walk, est dévoilé en décembre 2020.
Il s'agit donc du 3e volet de la série d’albums Lost Themes que John Carpenter présentent comme des « BO pour les films qui habitent notre esprit ». Le cinéaste-compositeur collabore ici à nouveau avec son fils Cody et Daniel Davies. Il décrit cette collaboration : « Nous commençons par un thème, une ligne de basse, un pad, quelque chose qui sonne bien et qui nous mènera à la couche suivante. Ensuite, nous continuons à ajouter des éléments. Nous connaissons les forces et faiblesses de chacun, comment communiquer sans mot, et le processus est plus facile maintenant qu’il ne l’était au début. Nous avons mûri. »

## Critiques
Sur Metacritic, l'album obtient une note moyenne de 76⁄100 pour 10 critiques. Dans le magazine Rolling Stone, Kory Grow écrit notamment : « Le trio semble assez inspiré pour ne jamais ressembler à une auto-parodie, autant qu’à lever un rideau sur les inspirations évidentes de Carpenter ». Malgré une critique très positive, Kory Grow trouve un petit défaut : « La seule chose que le trio n’a toujours pas maîtrisée, c’est la fin à ses morceaux, qu’ils coupent souvent comme des montages de film ». Sur le site AllMusic, on peut lire « Arrivant à une époque où tant d'artistes sont inspirés par sa musique, Lost Themes III: Alive After Death prouve que Carpenter est toujours unique en son genre ».

## Liste des titres
Toutes les chansons sont écrites et composées par John Carpenter, Cody Carpenter et Daniel Davies.
| No  | Titre               | Durée |
| --- | ------------------- | ----- |
| 1.  | Alive After Death   | 4:04  |
| 2.  | Weeping Ghost       | 3:33  |
| 3.  | Dripping Blood      | 3:54  |
| 4.  | Dead Eyes           | 3:26  |
| 5.  | Vampire's Touch     | 4:30  |
| 6.  | Cemetery            | 4:11  |
| 7.  | Skeleton            | 3:13  |
| 8.  | Turning The Bones   | 3:33  |
| 9.  | The Dead Walk       | 4:25  |
| 10. | Carpathian Darkness | 5:36  |